# Радио 101
«Радио 101» — московская коммерческая радиостанция, вещавшая с 16 января 1992 по 10 мая 2000 года в Москве на частоте 101.2 МГц и в некоторых других городах. Вошла в первую пятёрку станций, открывших эпоху вещания в России в диапазоне УКВ CCIR (в обиходе — «FM») вместе с «Радио РОКС» (103.0 МГц), «Максимум» (103.7 МГц), «Радио России — Ностальжи» (100.5 МГц), «Европа Плюс» (106.2 МГц). Студия «Радио 101» находилась в аппаратно-студийном комплексе Гостелерадио на ул. Пятницкой, 25, а московский эфирный передатчик мощностью 10 кВт — на Шуховской башне на Шаболовке. Первой песней, прозвучавшей в эфире, была «Everybody Wants to Rule the World» группы «Tears for Fears».

## Учредители и руководство
Учредителями радиостанции являлись несколько частных лиц, в том числе возглавлявший станцию все время её существования Юрий Костин. Должность программного директора в разное время занимали Сергей Зайцев, Андрей Бубукин и Маргарита Набокова. Бессменный руководитель рекламного отдела — Инесса Виноградова.

## Формат и ведущие
В эфире «Радио 101» начали карьеру многие ныне известные персоналии радио и ТВ: Андрей Норкин, Оксана Подрига, Михаил Иконников, Алексей Кортнев, Владислав Борецкий, Гарик Осипов, Кирилл Кальян, Валдис Пельш, Кирилл Клейменов, Ирина Богушевская, Василий Конов, Айрат Дашков, Мартин Ландерс, Дмитрий Широков, Валерий Коротков, Дмитрий Савицкий, Ольга Максимова, Игорь Ружейников, Руслан Николаев, Юлия Новиченкова, Олеся Трифонова, Екатерина Сундукова, Макс Любимов и многие другие.
Формат радиостанции — AOR / AC. Большую часть эфира занимали композиции англо-язычных исполнителей в стиле «рок», причём в эфире звучали не только «хиты», но и треки, не попавшие в чарты. Также можно было услышать композиции в стилях фанк, блюз, регги, джаз, этно, и пограничных с ними жанров. Каждый час вещания с начала и до 1996 года открывала песня на русском языке, впоследствии их стало больше. В 1994—1995 году в ночном сегменте выходила программа «Back to the Universe» Мартина Ландерса, посвящённая интеллигентной электронной музыке (IDM). Любовь слушателей снискали программы «Трансильвания беспокоит» Графа Хортицы (Гарик Осипов), являвшей собой «цельное произведение, где комментарии ведущего, песни, все вставки и даже заставки ценны и представляют собой художественное совершенство»; «Соки-Воды» с Кириллом Кальяном, куда приглашались звезды отечественного рока на разговор за чашкой чая; «Песни, любимые народом» Дмитрия Широкова о всех направлениях авторской песни — от «дворовых» до Вертинского; «Андеграунд», в котором Илья Рихтер ставил самые странные и неожиданные музыкальные композиции; «На графских развалинах» - авторская передача Бориса Симонова об англо-американской музыке 50-60 годов XX столетия и другие программы «Радио 101»: «Родная речь», «Чао, Италия!», «Формула 101», «Русский характер», «Кузница», «Интерпарад», «VHS», «Гончаров блюз», «Акустика», «Джаз. Частная коллекция», «World Chart Show», «Семь стихий», «Good morning, Moscow!».

## «Финал» 101
В результате кризиса 1998 года, вызвавшего падение рынка рекламы, значительного усиления конкуренции в сегменте FM-радиовещания, а также общего спада интереса к рок-музыке в целом станция стала испытывать серьёзные финансовые затруднения. В течение 1998—1999 годов руководством станции предпринимались попытки коррекции формата (в эфире зазвучали русскоязычные поп-исполнители), поиска инвесторов и дополнительных источников финансирования, а также продажи части акций. Но эти меры не привели к успеху, а коррекция формата вызвала негативную реакцию и без того немногочисленной, на тот момент, аудитории «Радио 101». В 1998 году радио-дом «Логоваз-Медиа» вёл переговоры о покупке радиостанции для переформатирования её в формат «русский рок» под руководством Михаила Козырева, но результаты аудиторской проверки не удовлетворили покупателя, и сделка не состоялась.
Весной 2000 года к покупке «Радио 101» проявила интерес «Русская медиагруппа», и радиостанция была продана. Первоначальные договорённости о сохранении формата и команды покупателем выполнены не были, из-за чего полноценное вещание было прекращено в час ночи 10 мая, а сотрудники были уволены. В тот же день в 18:00 на частоте недолго звучал «технический эфир» с отбивками и джинглами «Радио 101». Через некоторое время, частота была освобождена. 
В размещенном в Интернете прощальном письме гендиректора "101" Юрия Костина говорилось: "Руководство радиостанции слишком поздно осознало, что радио - это прежде всего бизнес. Мы начали возвращать свои прежние позиции, но было уже поздно. Возобладало стороннее мнение о том, что выбранный нами в октябре жесткий рок-формат не обеспечит достижения целей, которые учредители ставят перед собой". В последующем Костин находил причину неудачи радиостанции в том, что был упущен тренд на возросший интерес к отечественной музыке.
Несмотря на прекращение вещания «Радио 101» на Москву, радиостанция продолжала вещать в других городах (в частности, в Нижнем Новгороде (до 22 августа), Воронеже (до 1 октября 2001 года) и Екатеринбурге (до 8 июля). 
С 15 июня по 1 июля 2000 года на частоте звучал «технический эфир», которую впоследствии можно считать тестовым вещанием радиостанции «Радио Динамит» — музыка «нон-стоп» без ведущих, новостей, рекламы и идентификаторов станции. 1 июля 2000 года в 18:00 на частоте 101,2 МГц началось вещание радиостанции «Радио Динамит» (позже Динамит FM, впоследствии DFM) холдинга «Русская медиагруппа».

## Интернет-вещание
«Радио 101» была первой российской радиостанцией, начавшей весной 1996 года трансляцию своих программ в Интернете. После прекращения эфирного вещания в мае 2000 года, часть команды во главе с генеральным директором Юрием Костиным на протяжении двух лет вела полноценные «живые» эфиры в интернете с ведущими и гостями (в частности, Scorpions). Параллельно с этим команда участвовала в конкурсах по распределению эфирных частот, но получить частоту так и не смогла. С 2002 по 2007 год «Радио 101» вещало в интернете в автоматическом режиме. Зимой 2006—2007 годов права на название были переданы медиа-холдингу ВКПМ, который «перезапустил» проект под названием «Сто и одно радио в интернете» на сайте 101.RU. 
В настоящее время существует интернет-сайт «101.RU», представляющий собой сборник из 150 музыкальных радиоканалов.